# Грищенко, Павел Александрович
Па́вел Алекса́ндрович Гри́щенко (укр. Павло Олександрович Грищенко; род. 6 июля 1990, Старомихайловка, Донецкая область) — украинский футболист, полузащитник.

## Клубная карьера
В детско-юношеской футбольной лиге Украины выступал за донецкие команды «Олимпик-УОР» и «Металлург». В 2007 году был признан лучшим полузащитником финального турнира детско-юношеской футбольной лиги.
В 2006 году попал в дубль «Металлурга», который выступал в молодёжном первенстве Украины. В начале выступал за дубль, совмещая игру в ДЮФЛ. В команде стал основным игроком и капитаном команды.
Первую половину сезона 2009/10 он провёл на правах аренды в днепродзержинской «Стали», клуб выступал во Второй лиге Украины. Грищенко сыграл в 10 матчах в лиге, преимущественно выходя на замену, также в его активе 1 матч в Кубке Украины и 3 матча в Кубке украинской лиги. Затем он вернулся в «Металлург».
21 мая 2011 года дебютировал в Премьер-лиге Украины сезона 2010/11 в последнем 30 туре, в выездном матче против луцкой «Волыни» (1:3). Грищенко дебютировал при тренере Владимире Пятенко, он вышел на 74 минуте вместо Чиприана Тэнасэ.

## Карьера в сборной
Выступал за юношескую сборную Украины до 19 лет с 2007 года по 2008 год и провёл 9 матчей, в которых забил 1 мяч.
В январе 2008 года был вызван Юрием Морозом на Мемориал Валентина Гранаткина. Тогда Украина стала бронзовым призёром, в матче за 3 место команда обыграла Бельгию (1:4).
8 августа 2015 года сыграл за сборную ДНР в товарищеском матче против ЛНР (4:1).